# Ho Jong-suk
Ho Jong-suk (* 16. Juli 1902; † 5. Juni 1991) war eine koreanische Unabhängigkeitsaktivistin, Schriftstellerin, Dichterin, Journalistin, Kommunistin und nordkoreanische Politikerin. Sie war ein Gründungsmitglied der Koreanischen Kommunistischen Partei (조선공산당; 朝鮮共産黨) und des frühen koreanischen Feminismus. Ihr Spitzname war Sugayi (수가이; 秀嘉伊).